# Simon Shelton
Simon Shelton, aussi appelé Simon Shelton Barnes, né le 13 janvier 1966 à Shepherd's Bush (Londres) et mort le 17 janvier 2018 à Liverpool, est un acteur britannique de théâtre et de télévision.
Il est notamment connu pour son interprétation de Tinky Winky dans Les Télétubbies en remplacement de Dave Thompson, l'acteur original de Tinky Winky, les réalisateurs préférant la voix de Shelton, jugée plus enfantine que celle de Thomson. Il a aussi été très actif dans le domaine de la danse de ballet pour de nombreuses occasions. Pratiquant également l'activité d'acteur, il a notamment été la voix anglaise de Trunks dans Dragon Ball Z puis participa à plusieurs émissions comme Swing Kids, Incredible Games et The Swining Show où il fut régulièrement invité.

## Biographie
Shelton naît le 13 janvier 1966 à Londres.
Il a joué le rôle de Dark Knight dans le jeu télévisé Incredible Games de 1994 à 1995. Simon a joué Tinky Winky dans l'émission jeunesse de la BBC Teletubbies.
Shelton eut trois enfants et vécut à Ampthill, Bedfordshire. Il était l'oncle de l'actrice Emily Atack.
Le 17 janvier 2018, quatre jours après son 52ème anniversaire, à 7h30, Simon a été retrouvé mort dans un puits à proximité du port de Liverpool Building. Les autopsies ont révélé que l'hypothermie était la cause de son décès, qu'il avait une forte concentration d'alcool dans le sang ce jour-là : il avait des problèmes de dépendance à l'alcool.

## Filmographie
- 1988 : Anna (téléfilm) : Tänzer
- 1989 : Dragon Ball Z : voix de Trunks
- 1991 : Une affaire d'honneur[4]
- 1995 : What is You ? (série TV)
- 1999-2001 : Les Télétubbies (série TV) : Tinky Winky
- 2002 : Dr. Terrible's House of Horrible (série TV)